# Colus rushii
Colus rushii är en snäckart som beskrevs av Dall 1889. Colus rushii ingår i släktet Colus och familjen valthornssnäckor. Inga underarter finns listade i Catalogue of Life.